# Urikki
Urikki a Danuna Királyság első ismert uralkodója. Neve III. Tukulti-apil-ésarra évkönyveiben is szerepel, Urikki Qûeből alakban, az arameus olvasat lehet Awariku, Awrikku, Á-wa+ri-ku-s. Urikki néven említi Azittavadda felirata, és 1997-ben feltártak egy töredékes feliratot Adanától 30 kilométerre délre, amelynek erősen töredékes szövege: „Én vagyok U[riki, ...] fia, Mopos törzsének vezetője (...) És Danuna és az asszírok egy házban voltak.”
Ez a rövid szöveg vélhetően egy hettita stílusú életrajzi felirat, mint fia, Azittavadda kőtömbjein, vagy az ellenlábas Kilamuva sztéléje. Sajnos nemcsak a név töredékes, hanem az apja neve is olvashatatlan. Sem ez a felirat, sem Azittavadda felirata nem bizonyítja azt, hogy Urikki Azittavadda apja lenne, de a történészek jelenleg ezt tartják a legelfogadhatóbb álláspontnak. Az a szöveg ezt mondja: „Én vagyok Azittawadda, Baˁal áldottja, Baˁal szolgája, akit hatalmassá tett Urikki, a danunák királya.”
Az 1997-es szövegtöredék arra is rávilágít, hogy Urikki szövetségese, vagy vazallusa volt Asszíriának, és valószínűleg ez tette lehetővé Danuna felemelkedését. Annak alapján azonban, hogy III. Tukulti-apil-ésarra korából származik Urikki asszír említése, többen megkérdőjelezik az i. e. 9. századi datálást. Ha III. Tukulti-apil-ésarra kortársa volt, akkor a Kilamuva szamali király sztéléjén említett danunai király, akinek hatalma volt felette, nem azonos Azittavaddával, hanem mindketten az i. e. 9. század közepe helyett az i. e. 8. század közepén éltek.